# Kéri József
| Kéri József                               | Kéri József                                                             |
| Kattints az alábbi külső linkek egyikére! | Kattints az alábbi külső linkek egyikére!                               |
| ----------------------------------------- | ----------------------------------------------------------------------- |
| Nem található szabad kép.(?)              |                                                                         |
| külső link · jogvédett                    | Népi Kollégiumok Országos Szövetsége. Györffy kollégisták. Kéri József. |

Kéri József (Lajosmizse, 1924. augusztus 20. – Budapest, 1985. december 3.) magyar jogász, közgazdász, főügyész.

## Szakmai életútja
A kecskeméti piarista gimnáziumban 1934-1942 között tanult és 1942-ben érettségizett. A Bencsik Lászlóné-alapítvány kamataiból Kéri József VIII. osztályos tanuló 70 P jutalomban részesült. A megszerzett érettségi után a budapesti állatorvosi egyetemre iratkozott be, tagja lett a Győrffy Kollégiumnak.
A háború idején kapcsolatba került a népi írói mozgalommal és az illegális kommunista párttal. 1944 szeptemberében nem tett eleget a behívóparancsnak, a szovjet csapatok megérkezéséig bujkált. A front átvonulása után Lajosmizsén részt vett a közigazgatás megindításában, újjászervezésében, több tiszántúli városban is az MKP és az NPP szervezésében, nemzetgyűlési képviselők toborzásában, a földosztásban. 1945 őszén a jogi egyetemre iratkozott be.
1948 tavaszán, a kollégiumok szakosításakor ő lett a Hajnóczy Kollégium jogász kollégium diákigazgatója. A Jogtudományi Közlönyben (1948-06-20 / 11-12. szám) írása jelent meg a „Demokratikus jogászképzés” címen. 1949. szeptember 1-vel nevezték ki tanársegédnek a jogi egyetem büntetőjogi tanszékére, majd az év végén áthelyezték az Állam- és Jogtudományi Intézetbe tudományos munkatársnak, de egyidejűleg büntetőjogot is tanított az egyetemen. 1953. január 1-től Kiss Károly miniszterelnök-helyettes személyi titkára, egyben a Minisztertanács pártszervezetének szervezőtitkára, majd titkára. A Nagy Imre fémjelezte reformok elkötelezett híve, a miniszterelnök félreállítása után ezért Győrbe helyezték megyei főügyésznek,ahol egyik szervezője lett a helyi Petőfi körnek.
Október 26-án tagja lett a győri Nemzeti Tanács elnökségének; Szigethy Attila őt bízta meg a börtön előtt történt fegyverhasználat körülményeinek felderítésével, a felelősség megállapításával. Másnap részt vett az MDP helyi vezetőségének újjáalakításában, az intézőbizottság tagjává választották. Az október 28-i tüntetés nyomán lemondott megbízatásáról, és átmenetileg visszavonult a helyi politikától, Budapestre utazott. November 3-án tért vissza, hogy Győrött is megszervezze az MSZMP-t. November 4-e után tagja maradt az intézőbizottságnak, noha a pártba hivatalosan nem lépett be. A szovjet agressziót mint szükségtelent elítélte. Megyei főügyészként több alkalommal eljárt a forradalom letartóztatott vezetőinek szabadlábra helyezése érdekében, illetve megtagadta letartóztatási parancsok aláírását, a tapasztalt torzulások elleni tiltakozásképpen deklarálta pártonkívüliségét. November-december folyamán több tárgyaláson vett részt, amelyen a forradalmi társadalom és a Kádár-kormány közötti konszenzus kidolgozása érdekében egy népfront jellegű szervezetet kívántak létrehozni. Ennek elnöke az ekkor még a jugoszláv követségen tartózkodó Nagy Imre lett volna, de szóba került Kodály Zoltán és Szigethy Attila neve is. 1957. február 5-én az országos ügyészi értekezleten Marosán György támadásaival szemben megvédte Szigethy Attilát és a győri események többi vezetőjét, kifejtette álláspontját, mely szerint tényleges reformok nélkül lehetetlen a kibontakozás. Felszólalása miatt elbocsátották állásából, és néhány nap múlva letartóztatták, de hamarosan szabadlábra helyezték. 1957. augusztusban önként jelentkezett a budapesti rendőrségen. Letartóztatták, és megindították ellene az eljárást. A Fővárosi Bíróság népbírósági tanácsa hét év börtönbüntetésre ítélte. 1961 tavaszán szabadult egyéni kegyelemmel. Az Egyesült Gyógyszergyárban helyezkedett el, 1963 tavaszán az Invest közgazdasági főosztályára helyezték, majd a Nehézipari Minisztériumban ekkor létrehozott Ipargazdasági és Üzemszervezési Intézet munkatársa lett. 1968-tól ő szerkesztette az intézet évkönyvét. 1972-ben közgazdaságtudományi kandidátust szerzett. 1985-ben halt meg.
Az Állam és Jog szerkesztője (1952), a  NIM Szervezési Tájékoztató alapító szerkesztője (1965-1967), a Szervezés és Vezetés szerkesztője (1968-tól). A Szervezési módszerek c. sorozat szerkesztője (1974-től.)
György fia, aki biokémikus, első feleségétől 1950-ben született.
Kéri József nyughelye Farkasrét 22/0/3/85 számú sírhely.
2006-ban a Győr díszpolgára (posztumusz) kitüntetést kapta meg.

## Legfontosabb publikációi
- Gazdasági vezetőképzés külföldön. Budapest, 1964.

- Európában alkalmazott néhány munkaszervezési módszer. Budapest, 1967.

- A szocialista vállalati szervezés és vezetés jelene és jövője. Budapest, 1970.

- Az iparszervezés és vezetés néhány elméleti és gyakorlati problémája Magyarországon a két világháború között. Kandidátusi értekezés. Budapest, 1972.

- Szabványosítás mint a szervezés eszköze. Szervezés és Vezetés. 1978.
- A vezető időgazdálkodása. Budapest, 1979.